# Skyddsombud

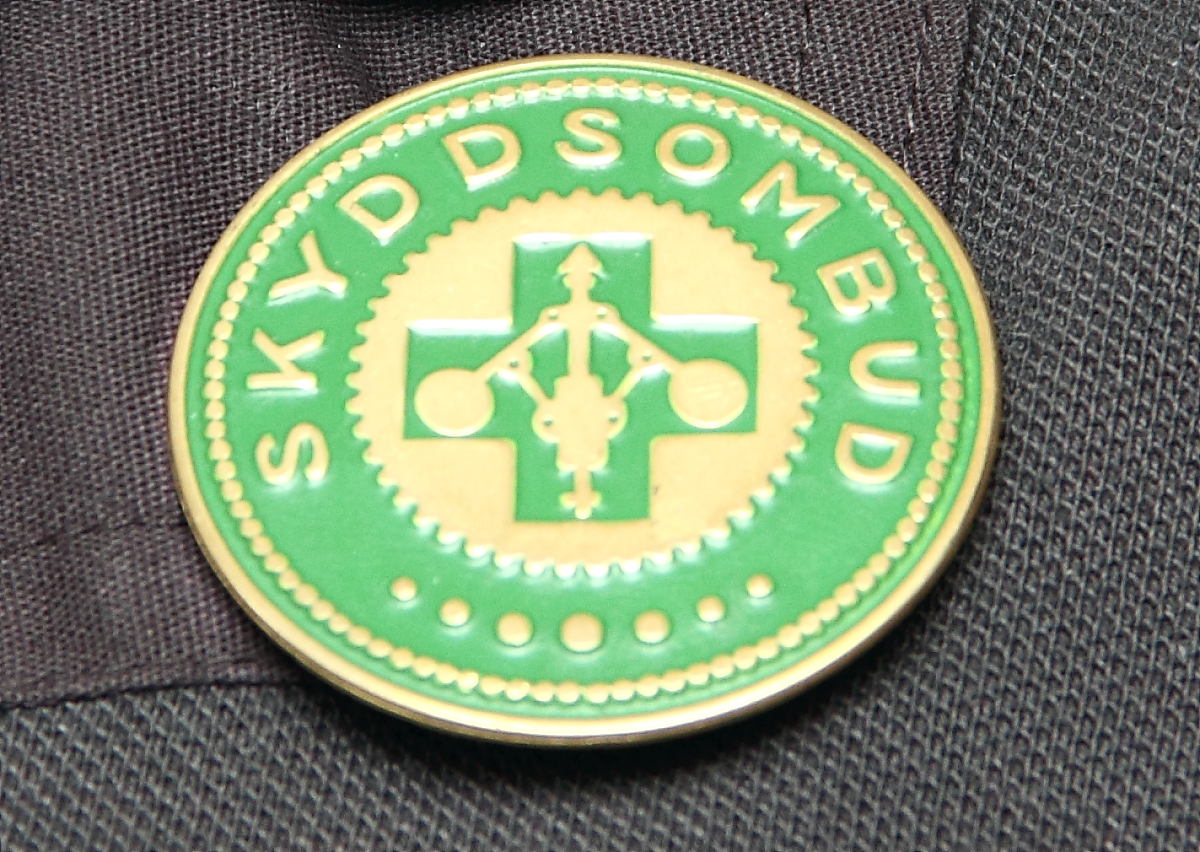
En skyddsombudsbricka som ofta bärs av skyddsombud på arbetsplatsen

Ett skyddsombud på en arbetsplats är en person som är utsedd att företräda både ordinarie och inhyrd personal i arbetsmiljöfrågor. 
Skyddsombud utses vanligen av en lokal arbetstagarorganisation som är eller brukar vara bunden av kollektivavtal i förhållande till arbetsgivaren. Saknas en sådan organisation på arbetsplatsen kan skyddsombudet väljas direkt av arbetstagarna.
Skyddsombud ska verka för en bra arbetsmiljö, bevaka skydd mot ohälsa och olycksfall och bevaka att arbetsgivaren uppfyller kraven i arbetsmiljölagen. Skyddsombud ska få möjlighet att ta del av sådant som rör arbetsmiljön, delta i utbildningar och har rätt att vara med när man ändrar om eller planerar nya lokaler. 
I Sverige regleras skyddsombudens rättigheter i arbetsmiljölagen (AML), arbetsmiljöförordningen samt Arbetsmiljöverkets föreskrifter (AFS).
Skyddsombud är den benämning som används i arbetsmiljölagen. Från den 1 januari 2010 kan skyddsombud även benämnas arbetsmiljöombud. 
Enligt arbetsmiljölagen skall skyddsombud utses på alla arbetsplatser med 5 eller fler anställda. Arbetsgivaren skall underrättas om vem som utsetts till skyddsombud. 
Skyddsombud har rätt till utbildning och ledighet i den omfattning som behövs för uppdraget med bibehållen lön.

## Huvudskyddsombud
Finns vid ett arbetsställe mer än ett skyddsombud ska ett av ombuden utses till huvudskyddsombud med uppgift att samordna skyddsombudens verksamhet. Huvudskyddsombudets övriga uppgifter är att informera om frågor som rör flera skyddsområden och att företräda andra skyddsombud vid överklagande av Arbetsmiljöverkets beslut. Om det finns en skyddskommitté har huvudskyddsombudet i regel en plats i den. (AML Kap.6 3§.) 

## Regionala skyddsombud
Om arbetsplatsen har minst en facklig medlem och saknar skyddskommitté kan den lokala fackliga avdelningen och den fackliga organisationen utse ett regionalt skyddsombud. Det regionala skyddsombudets roll är att aktivera och stödja arbetsmiljöarbetet på framförallt mindre företag. Regionala skyddsombud kan träda in när det lokala skyddsombudet behöver stöd eller där det inte finns en skyddskommitté. På arbetsplatser som saknar skyddsombud kan det regionala skyddsombudet se till att ett sådant utses.
Om det inte är möjligt att utse ett lokalt skyddsombud tar det regionala skyddsombudet över den rollen. 

## Skyddskommitté
En skyddskommitté består av personer från både arbetsgivar- och arbetstagarsidan på en arbetsplats. Arbetstagarepresentanterna utses av facket men om facklig organisation inte finns på arbetsplatsen utses representanten av arbetstagarna. Minst en av representanterna ska vara skyddsombud.
Skyddskommittén är reglerad i arbetsmiljölagen. Alla arbetsplatser med minst 50 arbetstagare ska ha en skyddskommitté (kan också kallas arbetsmiljökommitté). En skyddskommitté kan även finnas på mindre arbetsplatser om anställda begär det. 
Skyddskommittén bör träffas minst var tredje månad. Syftet är att behandla övergripande och principiella frågor. Exempel på frågor som kan tas upp är företagshälsovård, användning av farliga ämnen, arbetsmiljöutbildning och rehabilitering. Gruppen ska också vara med och diskutera eventuella förändringar av lokaler, arbetsmetoder och organisation.
Om skyddskommittén inte är enig i en fråga kan inget majoritetsbeslut tas. Varje ledamot har däremot rätt att skicka frågan vidare till Arbetsmiljöverket så att de kan uttala sig.

## Arbetsmiljöns rättsliga reglering
Arbetsmiljöns skyddsorganisation omfattar skyddsombud, huvudskyddsombud, regionala skyddsombud och skyddskommitté. Reglerna om detta finns i bland annat arbetsmiljölagen, i arbetsmiljöförordningen och i arbetsmiljöavtal efter ett avtal 1942 mellan SAF och LO. Det finns knappt 100 000 skyddsombud (ca 65 000 inom LO-förbunden och 35 000 inom TCO och Saco). 

## Skyddsombudens uppkomsthistoria
Föregångare till skyddsombud var så kallade arbetarombud. Enligt lagstiftning 1912 fick arbetstagarna rätt att utse egna representanter för samråd med yrkesinspektionen. Benämningen skyddsombud användes först 1938. Genom arbetarskyddslagen 1949 stärktes deras roll, och ännu mer under 1970-talet då skyddsombud fick rätt att stoppa arbete vid överhängande fara.
Under de första decennierna var ombudens uppgift att både företräda arbetstagarna och att bevaka statens intresse av bättre hälsa i arbetet. I första hand skulle ombuden företräda arbetstagarna i samband med de statliga yrkesinspektörernas besök. Yrkesinspektörerna hade rätt att kontrollera arbetsmiljön, men inte att förelägga arbetsgivarna att ändra något. Det var länsstyrelsernas uppgift.
Under 1930- och 1940-talen utvecklades både arbetarskyddslagstiftningen och samarbetet mellan arbetsmarknadens parter. Antalet skyddsombud ökade och skyddskommittéer började bildas på större företag.

## Fotnoter
1. ↑  ”Skyddsombud och arbetsmiljöombud - Arbetsmiljöverket”. www.av.se. https://www.av.se/arbetsmiljoarbete-och-inspektioner/skyddsombud-och-arbetsmiljoombud/. Läst 21 februari 2020.
2. ↑   Arbetsmiljölagen. Arbetsmiljöverket. 2011. ISBN 978-91–7464–492–0